# Baltský pohár (lední hokej)
Baltský pohár (anglicky: Baltic Cup) byla profesionální pobaltská liga ledního hokeje, které se účastnily týmy z Estonska, Lotyšska, Litvy a severu Polska. Založena byla v roce 2004. Liga sloužila pro vzájemnou konfrontaci sil pobaltských týmů. Liga zanikla v roce 2005. Pohár navazoval na starší pobaltskou soutěž, která existovala v sezóně 2000/01.
Jediným vítězem soutěže se stal tým Stoczniowiec Gdańsk.

## Přehled celkových vítězů v Baltském poháru
Zdroj: 
| Klub                | Tituly | Vítězné ročníky |
| ------------------- | ------ | --------------- |
| Stoczniowiec Gdańsk | 1      | 2004/05         |